# Квак Тонён
Квак Дон Ён (кор. 곽동연; род. 19 марта 1997 года, Тэджон, Республика Корея) — южнокорейский актёр и музыкант. Дебютировал в телесериале «Семейка моего мужа» в 2012 году, за который он получил награду за лучшую детскую роль на Korea Drama Awards. Затем он снялся в фильмах «Переходный возраст» (2013), «Современный фермер» (2014), а в 2016 году получил признание благодаря исторической драме «Лунный свет, нарисованный облаками». Он также хорошо известен своими ролями в дорамах «Каннамская красотка» (2018), «Мой странный герой» (2018), «Второго шанса не будет» (2019) и «Винченцо» (2021).

## Ранняя жизнь и образование
Квак Дон Ён родился 19 марта 1997 года в Тэджоне, Республика Корея, младшим из двух братьев и сестёр.
В 13 лет он самостоятельно навсегда переехал в Сеул, чтобы осуществить свою мечту стать артистом. С 2010 года занимается музыкой в FNC Academy, а также брал уроки актёрского мастерства. В феврале 2013 года он окончил среднюю школу Мунрэ, а в феврале 2016 года — Сеульскую школу исполнительских искусств.

## Карьера

### 2012 – 2015: Начало.
В начале, Квак был ведущим гитаристом и вокалистом Kokoma Band (буквально переводится как "Группа маленьких детей"), группы-стажера, управляемой FNC Entertainment, вместе с Со Донсоном из N.Flying, О Хиджуном из KNK и Ли Хвичаном из Omega X.
Актёрский дебют Дон Ёна состоялся в 2012 году. Он появился в сериале канала KBS «Семейка моего мужа». Драма достигла максимального зрительского рейтинга в 49,6%, тем самым заслужив статус "национальной драмы". Сериал занял первое место в общем рейтинге телевизионных рейтингов за 2012 год. За свою игру Квак получил награду "Лучший молодой актер" на Korea Drama Awards 2012 года.
В 2013 году он сыграл роль молодого принца Донпёна в исторической драме SBS «Чан Ок Чон - жизнь ради любви». Затем он снялся в KBS Drama Special «Переходный возраст», посвященной совершеннолетию, основанной на одноимённом вебтуне. В том же году Квак снялся в исторической драме KBS «Эпоха чувств», сыграв более молодую версию персонажа Ким Хёнджуна. Его роль мальчика, который с раннего детства изо всех сил старался взять на себя роль главы семьи после смерти своего отца, принесла ему номинацию на 16-м Сеульском международном молодежном кинофестивале в номинации "Лучший молодой актер".
В марте 2014 года он сыграл главную роль в KBS Drama Special «Лучшие ученики», где сыграл умного ученика, переведеного в новую школу, где над ним издевались. Затем он снялся в драме выходного дня канала SBS «Современный фермер», сыграв барабанщика рок-группы, который позже переехал в деревню, чтобы стать фермером. В декабре 2014 года роли Квака в драмах «Эпоха чувств» и  «Лучшие ученики» принесли ему награду "Лучший молодой актер" на KBS Drama Awards.
В 2015 году Квак снялся вместе с Борой из Sistar в веб-сериале «Льстец», основанный на одноимённом вебтуне. Он реалистично и комично изобразил Пак Гана, ученика средней школы-аутсайдера, пытающегося выжить среди сильных мира сего. Он также снялся в драме канала KBS2 «Авичи», сыграв роль образцового ученика элитной средней школы, но лишенного способности сопереживать чужой боли, который изо всех сил старается скрыть убийство совершенное его матерью.

### 2016 – нынешнее время: Рост популярности.

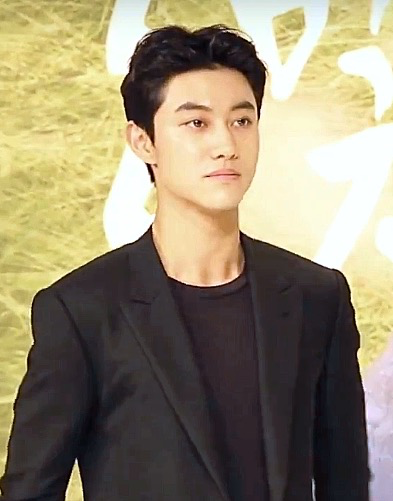
Квак Дон Ён в 2016 году

В 2016 году он получил ещё большее признание после того, как сыграл одну из главных ролей в популярном историческом сериале канала KBS2 «Лунный свет, нарисованный облаками» в роли искусного фехтовальщика, известного как Ким Бён Ён. Эта роль принесла ему номинацию на премии KBS Drama Awards 2016 и 10-ю премию Korea Drama Awards как Лучшему новому актёру. В 2017 году Квак появился в качестве гостя в драме «Мой третьесортный путь» в роли бывшего парня Ким Дживон и сыграл второстепенную роль в фантастической романтической драме SBS «Воссоединившиеся миры».
В июле 2017 года Квак получил роль Майкла, главного героя корейской экранизации канадской пьесы «Песня слона», которая шла с 6 сентября по 26 ноября в бывшем театре Сухенджэ в Сеуле.
В 2017 году Квак снялся в главной роли в драме канала KBS2 Special «Медленный». Его роль разочарованного бейсболиста, "который впал в депрессию и беспокоился о неопределенном будущем", принесла ему номинацию на премию KBS Drama Awards 2017 за лучшую мужскую роль в одноактной/специальной/короткометражной драме.
27 ноября 2017 года Квак пронес олимпийский огонь Зимних Олимпийских игр 2018 года, в Гоксоне, провинция Южная Чолла, в рамках эстафеты олимпийского огня.

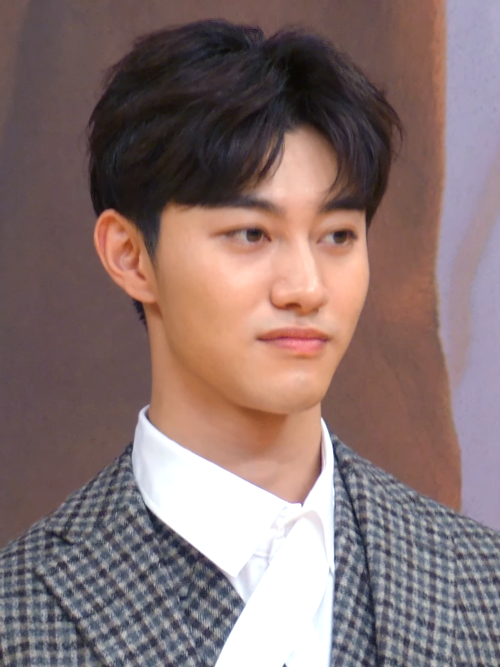
Квак Дон Ён в ноябре 2018 года

В 2018 году он присоединился к актёрскому составу романтической драмы KBS «Радио Романтика», сыграв роль психиатра, который является одноклассником Чжи Су Хо (Юн Ду Чжун) по старшей школе и личным врачом. Он также снялся в романтическом комедийном сериале канала JTBC «Каннамская красотка», который стал хитом и принес Кваку новое признание. Затем он снялся в романтической комедийной драме канала SBS «Мой странный герой», которая стала первой в карьере Квака ролью злодея с его дебюта. Эта роль принесла ему номинацию на премию Excellence Award как актёру мини-сериала на церемонии вручения премии SBS Drama Awards 2019.

В декабре 2018 года он получил награду "Актер" на церемонии вручения премии Korea First Brand Awards 2019.

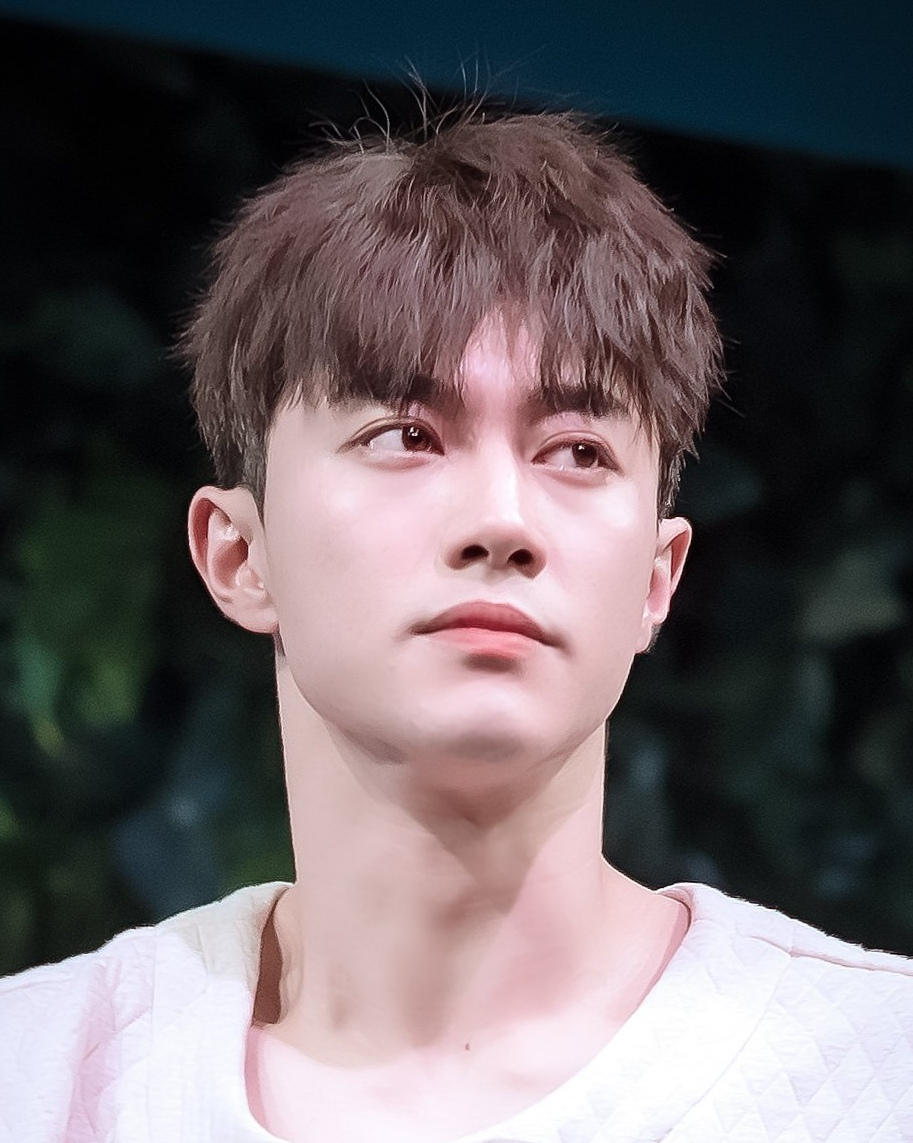
Квак Дон Ён в 2019 году

В 2019 году Квак появился в драме SBS «Доктор детектив», сыграв Чон Ха Ранга, инженера по обслуживанию дверей из средней профессиональной школы, который погиб в результате несчастного случая на производстве. Позже в том же году Квак снялся в семейной драме «Второго шанса не будет». Он сыграл там главную роль вместе с актрисой Пак Се Ван. Он сыграл роль На Хэчжуна, наследника пятизвездочного отеля. За эту роль он был номинирован на премию MBC Drama Awards 2019 "Excellence Award" в номинации "Актер драмы выходного дня", а также на премию 7-й церемонии вручения APAN Star Awards "Excellent Award" в номинации "Актер многосерийной драмы".
В октябре 2019 года он повторил свою роль Майкла в пьесе «Песня слона» с 22 ноября 2019 года по 16 февраля 2020 года.
В 2020 году он снялся в спортивном фильме «Бейсболистка». Он также появился в драме телеканала tvN «Псих, но всё в порядке», где сыграл пациента с маниакальным эксгибиционизмом. В июне 2020 года было объявлено, что Квак будет частью актёрского состава в корейской адаптации музыкальной комедии «Что-то гнилое!». Он сыграл роль Найджела Боттома, гениального драматурга, который также чист и страстен. Это выступление принесло ему номинацию на премию "Новичок года" в мужской категории на 5-й Korea Musical Awards. Спектакль шёл с 7 августа по 18 октября в большом театре Chungmu Art Center. В августе 2020 года Квак подписал контракт с новым агентством H& Entertainment после ухода из FNC Entertainment.
В феврале 2021 года Квак снялся в телесериале канала tvN «Винченцо». Он сыграл роль Чан Хан Со, сводного брата Чан Чжун У, которого сыграл Ок Тэк Ён, который публично выступает в качестве председателя вместо своего брата. В мае 2021 года Квак присоединился к шоу «Вкусное место для встреч» на канале SBS вместе с Чхве Вон Ёном и Чхве Йе Бин.
В 2022 году Квак появился в комедийном фильме «6/45» в качестве наблюдателя в южнокорейских передовых силах и в драме MBC «Болтун» в роли осужденного мошенника по имени Джерри.
В 2024 году Квак появился в сериале «Королева слёз» в качестве чеболя в третьем поколении Queens Group.

## Личная жизнь
26 февраля 2014 года, вскоре после того, как Квак закончил продвижение «Эпоха чувств», его мать умерла от болезни.

## Фильмография

### Кино
| Год  | Название            | Роль          | Примечания | Источник      |
| ---- | ------------------- | ------------- | ---------- | ------------- |
| 2016 | Учительница         | Ю Джон Ки     |            |               |
| 2017 | Командир Ким Чан Су | Чхве Юн Сок   |            | [ 55 ]        |
| 2018 | Хын Бу              | Шеддонг       |            |               |
| 2019 | Бейсболистка        | Ли Чон Хо     |            |               |
| 2022 | Дальний Восток      | Кан Ён Сик    |            | [ 56 ]        |
| 2022 | 6/45                | Ким Ман Чхоль |            | [ 57 ] [ 58 ] |

### Телевидение
| Год       | Название                           | Роль                   | Примечания               | Источник      |
| --------- | ---------------------------------- | ---------------------- | ------------------------ | ------------- |
| 2012      | Семейка моего мужа                 | Бан Чан Гун            |                          | [ 59 ]        |
| 2013      | Чан Ок Чон — жизнь ради любви      | молодой принц Дон Пхён | камео                    | [ 60 ]        |
| 2013      | Переходный возраст                 | Чхве Чжон Ву           |                          | [ 61 ]        |
| 2014      | Эпоха чувств                       | молодой Шин Чон Тэ     | камео (эпизоды 1-4)      |               |
| 2014      | Лучшие ученики                     | Ли Хэ Джун             |                          |               |
| 2014      | Современный фермер                 | Хан Ки Джун            |                          | [ 62 ]        |
| 2015      | Восхитительная политика            | Юи У Рип               | камео                    |               |
| 2015      | Авичи                              | Джи Сон У              |                          | [ 63 ]        |
| 2016      | Вернись, аджосси                   | молодой Хан Ги Так     | камео                    | [ 64 ]        |
| 2016      | Шайба!                             | Хван Гён Пиль          |                          | [ 65 ]        |
| 2016      | Крысолов                           | Юнг Ин                 | камео (эпизод 4)         | [ 66 ]        |
| 2016      | Мастер: Бог лапши                  | Ли Ён Чжу              | камео (эпизоды 5-7)      | [ 67 ]        |
| 2016      | Лунный свет, нарисованный облаками | Ким Бён Ён             |                          |               |
| 2017      | Прорвёмся                          | Ким Му Ки              | камео (Episode 1)        | [ 68 ]        |
| 2017      | Воссоединение миров                | Сон Хэ Чхоль           |                          |               |
| 2017      | Медленный                          | Ли Джи Вон             |                          | [ 69 ]        |
| 2018      | Радио Романтика                    | Джейсон                |                          |               |
| 2018      | Каннамская красотка                | Ён У Ён                |                          | [ 70 ]        |
| 2018—2019 | Мой странный герой                 | О Се Хо                |                          |               |
| 2019      | Доктор-детектив                    | Юнг Ха Ран             | камео (эпизоды 1-3)      | [ 71 ]        |
| 2019—2020 | Второго шанса нет                  | На Хэ Джун             |                          |               |
| 2020      | Псих, но всё в порядке             | Квон Ги До             | камео (эпизоды 3-4,16)   |               |
| 2021      | Винченцо                           | Чан Хан Со             |                          | [ 72 ]        |
| 2021      | Жаждущий внимания                  | Кан Тэ Су              | сезон 4                  | [ 73 ]        |
| 2021      | Наше любимое лето                  | Художник Ну А          | камео (эпизоды 4, 6, 15) | [ 74 ]        |
| 2022      | Болтун                             | Джерри                 |                          | [ 75 ] [ 76 ] |
| 2022      | Гаусс Электроникс                  | Ли Сан Шик             | [ 77 ]                   |               |
| 2024      | Королева слёз                      | Хон Сучоль             |                          |               |

### Веб-сериалы
| Год  | Название   | Роль        | Источник |
| ---- | ---------- | ----------- | -------- |
| 2015 | Льстец     | Пак Ге Он   | [ 78 ]   |
| 2022 | Чудовищный | Квак Ён Джу | [ 79 ]   |

## Театр
| Год         | Название         | Роль           | Примечание             |
| ----------- | ---------------- | -------------- | ---------------------- |
| 2017        | Песня слона      | Майкл          | Театральные постановки |
| 2019        | Песня слона      | Майкл          | Театральные постановки |
| 2020        | Что-то гнилое!   | Найджел Боттом | Мюзиклы                |
| 2022 – 2023 | Old Wicked Songs | Стивен Хоффман | Мюзиклы                |

## Награды и номинации
| Год  | Премия                                           | Категория                                                           | Работа                             | Результат |
| ---- | ------------------------------------------------ | ------------------------------------------------------------------- | ---------------------------------- | --------- |
| 2012 | KBS Drama Awards                                 | Лучший молодой актёр                                                | Семейка моего мужа                 | Номинация |
| 2012 | Korea Drama Awards                               | Лучший молодой актёр                                                | Семейка моего мужа                 | Победа    |
| 2014 | KBS Drama Awards                                 | Лучший молодой актёр                                                | «Эпоха чувств» «Лучшие ученики»    | Победа    |
| 2014 | Сеульский международный молодёжный кинофестиваль | Лучший молодой актёр                                                | Эпоха чувств                       | Номинация |
| 2016 | KBS Drama Awards                                 | Лучший новый актёр                                                  | Лунный свет, нарисованный облаками | Номинация |
| 2017 | KBS Drama Awards                                 | Лучшую мужская роль в одноактной/специальной/короткометражной драме | Медленный                          | Номинация |
| 2017 | Korea Drama Awards                               | Лучший новый актёр                                                  | Лунный свет, нарисованный облаками | Номинация |
| 2019 | Korea First Brand Awards                         | Актёр                                                               | он сам                             | Победа    |
| 2019 | MBC Drama Awards                                 | Награда за успехи, актёр драмы выходного дня                        | Второго шанса не будет             | Номинация |
| 2019 | SBS Drama Awards                                 | Награда за успехи, актёр в мини-сериале                             | Мой странный герой                 | Номинация |
| 2020 | Korea Musical Awards                             | Новичок года (мужская категория)                                    | Что-то гнилое!                     | Номинация |
| 2021 | APAN Star Awards                                 | Награда за успехи, актёр в драматическом сериале                    | Второго шанса не будет             | Номинация |
| 2023 | Scene Stealer Festival                           | Бонсан "Главный приз"                                               | 6/45 Болтун Гаусс Электроникс      | Победа    |